# Linea Nishitetsu Kaizuka

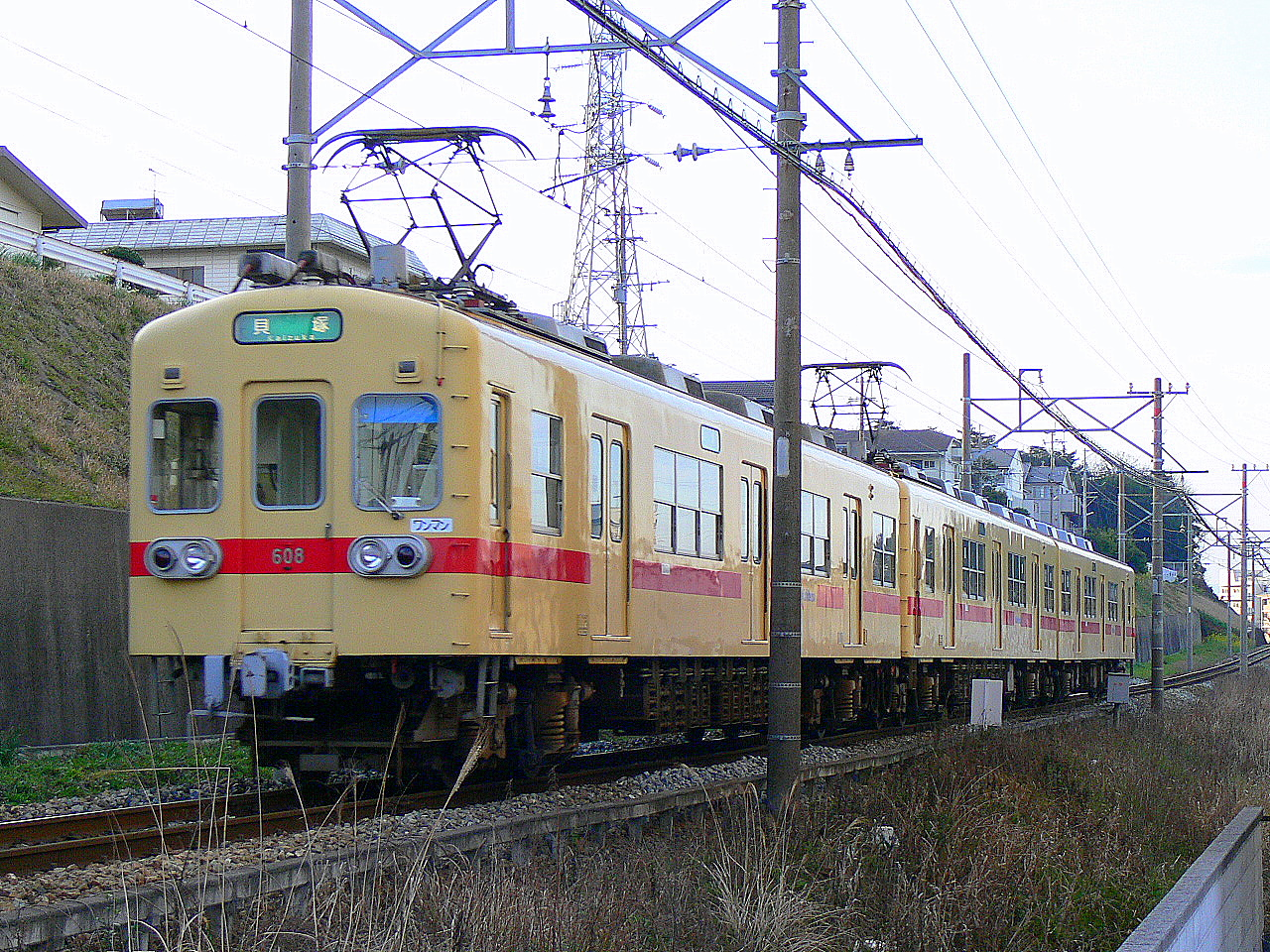
Un treno della serie 600

La linea Nishitetsu Kaizuka  (西鉄貝塚線?, Nishitetsu Kaizuka-sen) è una ferrovia suburbana a scartamento ridotto che collega Fukuoka con la cittadina di Shingū, nella prefettura di Fukuoka in Giappone.

## Dati principali
- Lunghezza: 10 km
- Numero di stazioni: 10
- Scartamento ferroviario: 1,067 mm
- Binari: tutta la linea è a binario singolo
- Elettrificazione: 1,500 V CC
- Sistema di blocco: automatico
- Deposito: Tatara

## Servizi
Tutti i treni fermano in tutte le stazioni. Sebbene la linea sia a binario singolo, per tutto il giorno la frequenza è di un treno ogni 15 minuti, e la mattina, durante l'ora di punta, si hanno fino a 6 treni all'ora. La linea è utilizzata da oltre 6000 passeggeri al giorno.

### Servizi e progetti futuri
Presso il capolinea di Kaizuka si trova anche il capolinea della linea Hakozaki della metropolitana di Fukuoka. Essendo sia lo scartamento che la sagoma corrispondenti, sono in corso studi per collegare le due linee e creare un servizio diretto lungo le due linee.
Un ulteriore futuro sviluppo potrebbe essere dato dalla necessità di una ferrovia che raggiunga l'isola artificiale di Fukuoka Island City, realizzanda nella baia di Hakata. Verrebbe realizzata una bretella che si separerebbe dalla linea principale fra le stazioni di Nishitetsu Kashii e Kashii Kaen-mae. Al momento, tuttavia, il progetto non è finanziato.

## Stazioni
- Tutte le stazioni si trovano nella prefettura di Fukuoka

| Stazione                | Giapponese           | Dist. interst.       | Dist. totale         | Collegamenti                             | Posizione            |
| Sezione in esercizio    | Sezione in esercizio | Sezione in esercizio | Sezione in esercizio | Sezione in esercizio                     | Sezione in esercizio |
| ----------------------- | -------------------- | -------------------- | -------------------- | ---------------------------------------- | -------------------- |
| Kaizuka                 | 貝塚                 | -                    | 0.0                  | Metropolitana di Fukuoka: Linea Hakozaki | Higashi-ku Fukuoka   |
| Najima                  | 名島                 | 1.4                  | 1.4                  |                                          | Higashi-ku Fukuoka   |
| Nishitetsu Chihaya      | 西鉄千早             | 1.1                  | 2.5                  | JR Kyushu: ■ Linea principale Kagoshima  | Higashi-ku Fukuoka   |
| Kashii-Miyamae          | 香椎宮前             | 0.5                  | 3.0                  |                                          | Higashi-ku Fukuoka   |
| Nishitetsu Kashii       | 西鉄香椎             | 0.6                  | 3.6                  |                                          | Higashi-ku Fukuoka   |
| Kashii Kaen-mae         | 香椎花園前           | 1.4                  | 5.0                  |                                          | Higashi-ku Fukuoka   |
| Tōnoharu                | 唐の原               | 1.1                  | 6.1                  |                                          | Higashi-ku Fukuoka   |
| Wajiro                  | 和白                 | 1.1                  | 7.2                  | JR Kyushu: ■ Linea Kashii                | Higashi-ku Fukuoka   |
| Mitoma                  | 三苫                 | 1.8                  | 9.0                  |                                          | Higashi-ku Fukuoka   |
| Nishitetsu Shingū       | 西鉄新宮             | 2.0                  | 11.0                 |                                          | Shingū Kasuya        |
| Sezione chiusa nel 2007 |                      |                      |                      |                                          |                      |
| Koga Golf-jō            | 古賀ゴルフ場前       | 2.0                  | 13.0                 |                                          | Koga                 |
| Nishitetsu Koga         | 西鉄古賀             | 1.2                  | 14.2                 |                                          | Koga                 |
| Hanami                  | 花見                 | 1.4                  | 15.6                 |                                          | Koga                 |
| Nishitetsu Fukuma       | 西鉄福間             | 2.6                  | 18.2                 |                                          | Fukutsu              |
| Miyajidake              | 宮地岳               | 1.3                  | 19.5                 |                                          | Fukutsu              |
| Tsuyazaki               | 津屋崎               | 1.4                  | 20.9                 |                                          | Fukutsu              |

## Materiale rotabile
- Nishitetsu Serie 313
- Nishitetsu Serie 600 (seconda generazione)